# Richter János Zeneművészeti Szakgimnázium, Általános Iskola, Alapfokú Művészeti Iskola és Kollégium
A Richter János Zeneművészeti Szakgimnázium, Általános Iskola, Alapfokú Művészeti Iskola és Kollégium (röviden: Győri Konzi) oktatási intézmény Győrben. Nevét Richter János magyar-osztrák karmester emlékére kapta, aki korának egyik legkiemelkedőbb zenei egyénisége és tekintélye volt.

## Bemutatása
A ma Richter János Zeneművészeti Szakközépiskola, Általános Iskola, Alapfokú Művészeti Iskola és Kollégium nevet viselő iskolát 1946-ban alapították. A „Győri Konziból” sok elismert művész indult, akik Magyarországon és világszerte öregbítik az iskola hírnevét. Az évtizedek során többször is átalakult és megújult intézmény 1997-ben vette fel a neves zenész és karmester, Richter János nevét, aki 1843-ban született Győrben, és egészen az 1916-ban bekövetkezett haláláig meghatározó alakja volt az európai zenei életnek.
A Széchenyi István Egyetem Varga Tibor Zeneművészeti Intézete, a Győri Filharmonikus Zenekar és a Győri Nemzeti Színház mind fontos szerepet játszanak a zenei pályát választó diákok számára.
A tanulók hangversenyeken, magyarországi és nemzetközi fesztiválokon, valamint lemezfelvételek alkalmával lehetőséget kapnak arra, hogy tapasztalt tanárok segítségével elsajátítsák a zenélés fortélyait. Különböző iskolai zenekarokban és együttesekben gyakorolhatják az együtt a zenélés kihívásait és örömeit. Ilyen csoportok közé tartozik a Richter János Vegyeskar, az iskolai fúvószenekar, az egyetemmel közösen fenntartott koncert-fúvószenekar, a Symphonic Band és a Richter János Kamarazenekar.
A diákok az országos zenei versenyeken és az Országos Kompetenciaméréseken is rendszeresen kiemelkedő eredményeket érnek el. Az iskola nevéből is kiderül, hogy a tehetséggondozás már alap- és középfokon is biztosított.
Az iskolához 2008-ban csatolták hozzá a Bartók Béla Ének-Zenei Általános Iskolát, amely azóta a Győri Konzi alapfokú tagintézményeként működik. A Bartók-iskola ugyancsak évtizedek óta ápolja a zenei hagyományokat, ennek köszönhetően az ott végzett tanulók közül egyre többen választják a zenei pályát.

## Oktatás

### Képzési típusok
- Szakgimnázium[3][4]
  - Klasszikus zenész (fafúvós)
  - Klasszikus zenész (rézfúvós)
  - Klasszikus zenész (billentyűs)
  - Klasszikus zenész (húros/vonós)
  - Klasszikus zenész (ütős)
  - Magánénekes
  - Zeneelmélet-szolfézs
  - Zeneszerzés
- Klasszikus zenész II. végzettség megszerzésére irányuló, érettségi utáni 2 évfolyamos szakképzés[4]
  - Klasszikus zenész (fafúvós)
  - Klasszikus zenész (rézfúvós)
  - Klasszikus zenész (billentyűs)
  - Klasszikus zenész (húros/vonós)
  - Klasszikus zenész (ütős)
  - Magánénekes
  - Zeneelmélet-szolfézs
  - Zeneszerzés
- Klasszikus zenész I. végzettség megszerzésére irányuló szakképzés[4]
  - Klasszikus zenész (fafúvós)
  - Klasszikus zenész (rézfúvós)
  - Klasszikus zenész (billentyűs)
  - Klasszikus zenész (húros/vonós)
  - Klasszikus zenész (ütős)
  - Magánénekes
  - Zeneelmélet-szolfézs
  - Zeneszerzés
- Általános iskola (Bartók Béla Ének-Zenei Általános Iskola)[5]
- Alapfokú Művészeti Iskola[6]

### A felvételi rendje
A szakgimnáziumi osztályokba azok indulása előtt, a nyolcadik osztályos tanulóknak a rendes felvételi eljárás keretében szerveznek felvételi vizsgát.